# Crystallion
Crystallion — немецкая пауэр-метал-группа, основанная в 2003 году басистом Штефаном Гимплом и барабанщиком Мартином Херзингером.
Дебютный альбом A Dark Enchanted Crystal Night был выпущен в 2006 году. Группу называют «новой молодой надеждой пауэра».

## История
Группа Crystallion была основана в 2003 году двумя друзьями - басистом Штефаном Гимплом и барабанщиком Мартином Херзингером решившими объединить свои музыкальные страсти с заинтересованностью в истории.
Весной 2005 года в группу пришел вокалист Томас Штублер. К этому времени группа уже определилась со своим направлением в музыке, играя мелодичный пауэр-метал.
Название коллективу придумал барабанщик Мартин Херзингер, который, пытаясь найти уникальное имя, объединил некоторые слова и получил Crystallion.
На творчество немцев вдохновили такие группы, как Rhapsody, Stratovarius, Helloween и Sonata Arctica. Тяжелые гитарные риффы гармонируют с превосходными текстами песен и замечательными мелодиями, а настоящей жемчужиной группы стоит признать вокалиста Томаса Штублера, который обладает диапазоном в несколько октав, что отличает коллектив от остальных проектов сходной стилистики.
Дебютный альбом «A Dark Enchanted Crystal Night» вышел в 2006 году и был хорошо принят критиками и фанатами. Немецкий журнал Rock Hard, поставил группе 8/10 и написал о них: «Начиная от песен и заканчивая обложкой, тут все на своих местах. Очень достойный дебют для молодой и многообещающей группы!».
В мае 2008 вышел второй альбом группы под названием «Hattin», который был записан в мюнхенской студии Hellion. Альбом также был восторженно принят фанатами и средствами массовой информации. После небольшого тура в поддержку альбома в июне 2008 года и концертов по всей Германии и Австрии, гитарист Флориан Рамзауэр решил покинуть группу. С тех пор группа играет с одной гитарой, оставляя больше простора для творчества клавишника Мануэля Шаллингера и гитариста Патрика Юхаса.
Альбом «Hundred Days» вышел в октябре 2009 года. Альбом является концептуальным. Тексты песен основаны на истории возвращения Наполеона Бонапарта с его первой ссылки на острове Эльба. Придя к власти, он еще раз пытается завоевать большую часть Европы, пока, наконец, не будет побеждён в битве при Ватерлоо и отправлен в ссылку на отдаленный остров Святой Елены в Атлантическом океане.

## Состав
- Tony Sunclear — вокал
- Sven Sevens  — гитара
- Stefan Gimpl — бас-гитара
- Patrick Juhasz — гитара
- Martin Herzinger — ударные

Бывшие участники
- Florian Ramsauer — гитара
- Thomas Strübler — вокал
- Manuel Schallinger — клавишные
- Kristina Berchtold — вокал
- Manfred G. Stief – гитара
- Florian Ramsauer – гитара
- Patrick Juhasz – гитара
- Wolfgang Kometer – гитара

## Дискография
Альбомы
- Knights Of The Apocalypse:...Nemesis (2005) Demo
- A Dark Enchanted Crystal Night (2006)
- Hattin (2008)
- Hundred Days (2009)
- Killer (2013)
- Heads or Tails (2021)